# Acanthaxius pilocheirus
Acanthaxius pilocheirus is een tienpotigensoort uit de familie van de Axiidae. De wetenschappelijke naam van de soort is voor het eerst geldig gepubliceerd in 1987 door Sakai.